# Encarnação (métro de Lisbonne)
Pour les articles homonymes, voir Encarnação.
Encarnação est une station du métro de Lisbonne sur la ligne rouge.